# Zabójczy miecz
Zabójczy miecz (ang. Ancillary Sword) – powieść fantastycznonaukowa (space opera) amerykańskiej pisarki Ann Leckie, wydana w październiku 2014 roku. Jest to druga po powieści Zabójcza sprawiedliwość część cyklu Imperium Radch.
Powieść została dobrze przyjęta przez krytyków, dostała w 2014 nagrodę BSFA dla najlepszej powieści, a w 2015 nagrodę Locusa dla najlepszej powieści science fiction. Była też nominowana w 2014 do nagrody Nebula dla najlepszej powieści, a w 2015 do nagrody Hugo w tej samej kategorii.

## Fabuła
Breq sprzymierzywszy się z bardziej pokojowo nastawioną częścią Anaander Mianaai zostaje kapitan floty i udaje się do układu Athoek, gdzie mieszka siostra Awn, jej dawnej porucznik.